# Bertrand Jérôme
Bertrand Jérôme, né Bertrand Achille Édouard de Larosière le 12 septembre 1926 à Meudon et mort le 19 juillet 2006 à Paris 12e, est un comédien, animateur et créateur d'émissions radiophoniques français.

## Biographie
Avec Françoise Treussard, il a créé pour France-Culture plusieurs émissions : Allegro Ma Non Troppo (1975-1983), Mi Fugue - Mi Raisin (1975-1983), Le Cri du Homard (1983-1984), et enfin Les Décraqués (1984-2004) et Des Papous dans la tête qu'il anime jusqu'à 2004, année de son éviction de France Culture par sa directrice d'alors, Laure Adler. Toutes les émissions de Bertrand Jérôme sont basées sur la création de « jeux littéraires à contraintes », qu'il soumet à une équipe de créateurs, invités réguliers de ces émissions. Il a été, en 1996, l'invité d'honneur de l'Oulipo.
Bertrand Jérôme fut l'un des fondateurs de la SCAM (Société civile des auteurs multimédia).
Il est enterré au cimetière des Longs Réages à Meudon.

## Éléments chronologiques de son parcours
- 1946-1947 acteur du Théâtre antique de La Sorbonne avec Jacques Lacarrière.
- Assistant de Maurice Jacquemont au Studio des Champs-Élysées.
- 1950-1951 acteur pour et assistant de Hubert Gignoux auteur de théâtre et directeur du quatrième Centre dramatique national celui de l’Ouest La Comédie de l'Ouest à Rennes. Il y a joué par exemple dans Barberine d'Alfred de Musset. (documents d'archives du TNB).
- Participe au Festival de théâtre de Sarlat.
- 1955 acteur pour Albert Camus dans Macbeth.
- 1955-1956 Réalisateur de feuilletons et de dramatiques à Radio-Luxembourg (RTL).
- 1967 entre à l'ORTF A commenté, en direct à la radio, en 1969 pendant 30 heures l'arrivée des premiers hommes sur la Lune.
- 1979-1980 créateur dans le mensuel de Bande Dessinée (À Suivre) dans les numéros 22 à 29 de la rubrique Cessez de me suivre où j’appelle un agent avec comme coauteurs Amy, Laclos, Françoise Treussard et comme invités : Max Cabanes, Mandryka, Avoine, Solé, Pétillon, Fred, Barbe.

## Publications
- Livre + CD audio, (en) Françoise Treussard, Bertrand Jérôme et al., Des Papous dans la tête Les Décraqués : l'anthologie, Paris, Gallimard France Culture, mai 2004, 286 p. (ISBN 2-07-077153-9)

## Théâtre
- 1951 : Cymbeline de William Shakespeare, mise en scène Maurice Jacquemont, Centre dramatique de l'Ouest
- 1957 : Le Chevalier d'Olmedo de Lope de Vega, mise en scène Albert Camus, Festival d'Angers